# .bo
.bo е интернет домейн от първо ниво за Боливия. Администриран е от ADSIB.

## Домейни от второ ниво
- com.bo
- net.bo
- org.bo
- tv.bo
- mil.bo
- int.bo
- gob.bo
- gov.bo
- edu.bo